# Dixon (Montana)
Dixon is een plaats (census-designated place) in de Amerikaanse staat Montana, en valt bestuurlijk gezien onder Sanders County.

## Demografie
Bij de volkstelling in 2000 werd het aantal inwoners vastgesteld op 216.

## Geografie
Volgens het United States Census Bureau beslaat de plaats een oppervlakte van
17,9 km², waarvan 17,2 km² land en 0,7 km² water. Dixon ligt op ongeveer 770 m boven zeeniveau.

## Plaatsen in de nabije omgeving
De onderstaande figuur toont nabijgelegen plaatsen in een straal van 28 km rond Dixon.